# Guglielma Pallavicini
Guglielma Pallavicini (... – Bodonitsa, 1358) fu marchesa di Bodonitsa.
Detta "la Signora delle Termopili", fu l'ultima erede dei Pallavicino a governare Bodonitsa. Era solo una bambina quando successe a suo padre Alberto nel 1311. Condivideva il margraviato con sua madre, Maria Dalle Carceri, e in seguito con il patrigno, Andrea Cornaro, e il marito, Bartolomeo Zaccaria.

## Biografia
La successione di tutti i feudi latini in Grecia fu regolata al momento della morte di Alberto dal Libro degli usi e statuti dell'Impero di Romania. Di consuetudine, l'eredità fu divisa tra vedova e figlio. Maria si risposò presto con Andrea per proteggere il margraviato dalle incursioni catalane.
Nel 1327, Guglielma sposò il genovese Bartolomeo Zaccaria, che era stato catturato mentre respingeva, insieme ad Andrea Cornaro, un'invasione di Alfonso Federico di Salona di Atene. Nel 1334, Bartolomeo morì e Guglielma sposò Niccolò I Zorzi, veneziano. Questo matrimonio fu particolarmente importante dopo la morte di Cornaro, poiché le permise di rimanere in residenza su Negroponte e di conciliare le sue pretese sul castello di Larmena con quelle di Venezia. In effetti, Guglielma aveva contattato la Repubblica di Venezia implorando uno dei loro come marito. Zorzi arrivò a Bodonitsa nel 1335.
Nel 1354, Niccolò morì e Guglielma proclamò immediatamente il loro figlio maggiore, Francesco, come sovrano. Con lui al potere accanto a lei, era di nuovo in buoni rapporti con Venezia e fu inclusa nel trattato successivamente firmato con i catalani. Morì nel 1358 e gli successe Francesco. Lasciò altri due figli che in seguito governarono Bodonitsa: Giacomo e Niccolò.

## Fonti
- (EN) Miller, William (1908). "The Marquisate of Boudonitza (1204–1414)" (PDF). Journal of Hellenic Studies. 28 (2): 234–249. doi:10.2307/624608. JSTOR 624608.
- (EN) Setton, Kenneth M. Catalan Domination of Athens 1311–1380. Revised edition. Variorum: London, 1975.